# Парагово
Парагово је заселак у градском делу Новог Сада и једно од насеља Сремске Каменице, у Србији.
Налази се између три брда, Поповице на западу и Главице и Чардака на истоку; на улазу у Сремску Каменицу, од Руме и Фрушке горе. Парагово је повезано са Сремском Каменицом и Новим Садом аутобуском линијом бр.72 и бр.86.
Од почетка 21. века Парагово има Српску православну цркву. Овај део Новог Сада доживљава нагли раст током 1990-их, када је у Нови Сад дошло много људи из Хрватске и Босне и Херцеговине. Данас Парагово има отприлике 300 до 500 становника.